# Ivari Padar
Ivari Padar, né le 12 mars 1965 à Võru, en Estonie, est un homme politique estonien, membre du Parti social-démocrate (SDE).

## Biographie
Il sort de l'école d'enseignement professionnel industrielle de Võru en 1984 et obtient un emploi de chauffeur-livreur à la laiterie de Võru la même année, mais pour un an seulement.
De 1988 à 1990, il occupe un poste de charpentier au service des Réparations et de la Construction de Võru. Il devient ensuite professeur dans l'une des écoles primaires de la ville jusqu'en 1991.
Il est élu président exécutif de l'Union des fermiers de Võru en 1994, mais abandonne cette fonction l'année suivante, en 1995. Cette même année, il obtient un diplôme d'histoire de l'Université de Tartu, puis est nommé secrétaire général adjoint du ministère des Finances d'Estonie.
Ivari Padar abandonne ce poste en 1997 pour devenir directeur général de la société AS HT Hulgi jusqu'en 1999.
Il est également conseiller de la firme AS Tallink Duty Free entre 2002 et 2003.

### Vie politique
Il obtient son premier mandat politique en 1993, comme adjoint au maire de Võru, mais ne conserve ce poste qu'un an.
Le 25 mars 1999, il est nommé ministre de l'Agriculture dans le second gouvernement de Mart Laar. Quand la coalition de celui-ci est remplacée par celle de Siim Kallas le 28 janvier 2002, Padar est contraint de quitter son poste, mais se fait élire président du conseil municipal de Võru.
Il est élu président du Parti populaire des modérés (RM), prédécesseur du SDE, le 14 décembre de la même année, puis député au Riigikogu le 2 mars 2003. Il est ensuite élu président du groupe RM.
Élu député européen lors des premières élections européennes estoniennes, le 13 juin 2004, il renonce toutefois à siéger au Parlement européen. Le 7 février précédent, le RM avait pris le nom de Parti social-démocrate.
Le 4 mars 2007, il est réélu député aux élections législatives. Le 5 avril, Ivari Padar est nommé ministre des Finances par Andrus Ansip dans son second cabinet.
Il est remplacé à la tête du SDE par le ministre de l'Intérieur Jüri Pihl le 7 mars 2009. Son parti s'opposant aux coupes budgétaires préconisées par ses partenaires de coalition, il doit quitter le gouvernement le 21 mai.
Le 7 juin suivant, il est le seul social-démocrate d'Estonie élu au Parlement européen. Il quitte son siège en avril 2014 pour occuper le poste de ministre de l'agriculture au sein du premier gouvernement de Taavi Rõivas.
En novembre 2017, il redevient député européen, en remplacement de Marju Lauristin, démissionnaire.
Il quitte le Parlement européen le 3 avril 2019 et est remplacé par Hannes Hanso.

## Prix et distinctions
- Ordre du Blason national d'Estonie de troisième classe, 2011